# Тегза Анатолій Ярославович
Анато́лій Яросла́вович Те́гза (нар. 5 вересня 1982, Березово, Хустський район, Закарпатська область, Українська РСР, СРСР — пом. 14 липня 2023, Бахмут, Донецька область, Україна) — український військовик, командир тактичної групи «Карпатська Січ» в складі 8-го окремого полку спеціального призначення, учасник російсько-української війни, що відзначився у ході російського вторгнення в Україну. Герой України (2025, посмертно).

## Життєпис
Народився 5 вересня 1982 року в селі Березово в Хустському районі Закарпатської області. У дошкільному віці разом із батьками переїхав у село Розівка поблизу Ужгорода. У 1999 році закінчив ужгородську школу № 15.
Здобув дві вищі освіти за спеціальностями «Менеджмент організацій управління персоналом» та «Менеджмент зовнішньої економічної діяльності» у Міжрегіональній академії управління персоналом. У студентські роки працював на Ужгородському комбінаті хлібопродуктів. Протягом 2004—2006 років проходив службу у лавах Збройних сил України. Займався підприємницькою діяльністю, мав власну компанію ТОВ «Соя-Прогрес 2008».
З початком російсько-української війни у 2014 році почав цікавитися безпілотними літальними апаратами, проходив курси з пілотування дронами. Попри серйозну травму хребта, якої зазнав у молодості, після повномасштабного вторгнення Росії в Україну долучився до лав Збройних сил України. Перший бій у складі 101-ї бригади територіальної оборони прийняв під Попасною на Луганщині. Згодом перейшов до батальйону «Карпатська Січ», брав участь у боях за Донбас, Луганщину і Херсонщину, в оборонних боях за Бахмут. Обіймав посаду командира тактичної групи 8-го окремого полку спеціального призначення.
Загинув 14 липня 2023 року на полі бою під час штурму ворожих позицій, перед смертю врятувавши побратима та командира суміжного підрозділу.
12 травня 2025 року Президент України Володимир Зеленський вручив орден «Золота Зірка» членам родини Анатолія Тегзи. Під час урочистого заходу повідомлялося, що у 2023 році Тегза командував групою спеціального призначення на Бахмутському напрямку, де виконував завдання з корегування вогню, штурмові дії, медичні евакуації та мінування об'єктів.
14 липня 2023 року група забезпечувала вогневу підтримку мотопіхотної бригади та вступила в бій, під час якого Тегза загинув від розриву снаряда, прикриваючи відхід групи».
Прощання відбулося 22 липня на набережній Незалежності в Ужгороді. Після заупокійної літургії скорботна хода вирушила містом до Пагорба Слави, де Тегзу поховали з військовими почестями.

## Нагороди
- Почесний нагрудний знак «Золотий хрест» Головнокомандувача Збройних сил України (2023)[3].
- Орден «За мужність» III ступеня (12 січня 2024, посмертно) — за особисту мужність, виявлену у захисті державного суверенітету та територіальної цілісності України, самовіддане виконання військового обо'язку[10].
- Звання Герой України з удостоєнням ордена «Золота Зірка» (8 травня 2025, посмертно) — за особисту мужність і героїзм, виявлені у захисті державного суверенітету та територіальної цілісності України, самовіддане служіння Українському народові[11].

## Увічнення пам'яті
- 1 березня 2024 року на фасаді ліцею № 15, де навчався Анатолій Тегза, встановлено меморіальну дошку на його честь[12][13].
- У липні 2024 року вулицю Возз'єднання в Ужгороді названо іменем Анатолія Тегзи.